# Rock This Country!
Singles de Shania Twain
Come on Over
(1999) I'm Holdin' On to Love (To Save My Life)
(2000)
 Rock This Country! est une chanson de l'auteure-compositrice-interprète de musique country canadienne Shania Twain. C'est le dixième single issu de l'album Come On Over sorti en décembre 1999. Elle a coécrit cette chanson avec son mari Robert John Mutt Lange.